# Peet Stol
Petrus (Peet) Cornelis Stol (Haarlem, 26 januari 1880 − 27 november 1956) was een Nederlands voetballer die gedurende zijn gehele loopbaan uitkwam voor HFC Haarlem. Hij maakte deel uit van het allereerste Nederlands elftal tijdens de interland tegen België op 30 april 1905 (4-1 winst).